# Adalrich (Einsiedler)

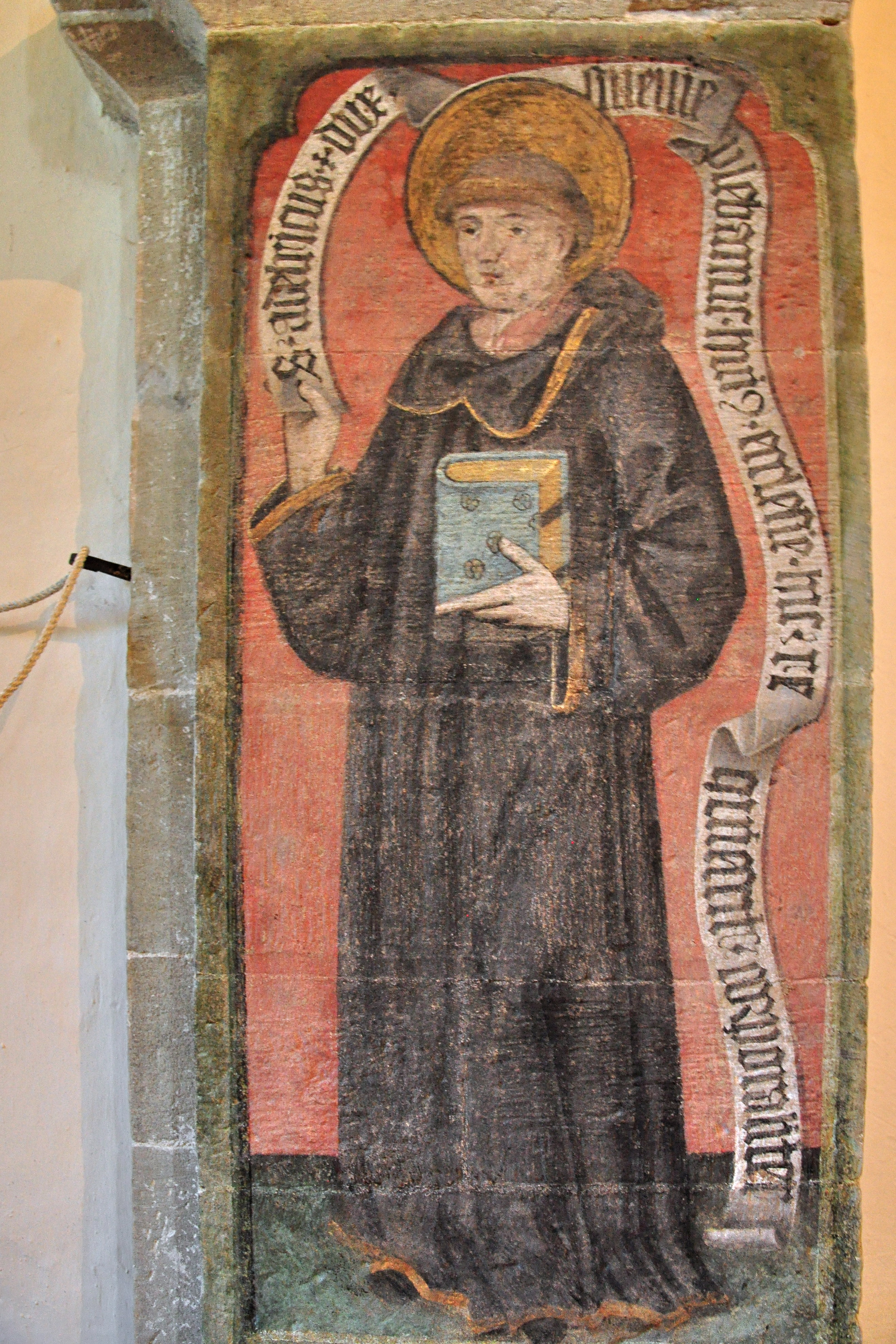
St. Adalrich auf einer Freske in der Kirche St. Peter und Paul auf der Ufnau.

Der Heilige Adalrich, eigentlich Adalrich von Schwaben, manchmal auch Adalrich von Einsiedeln, († 29. September 973 oder nach 973) war ein Mönch des Klosters Einsiedeln und lebte als solcher als Eremit auf der Insel Ufenau.

## Leben
Gemäß spätmittelalterlicher Überlieferung ist Adalrich der Sohn der Herzogin Reginlinde von Nellenburg und des Herzogs Burchard II. von Schwaben. Eventuell handelt es sich bei Adalrich um den Mönch Alaricus, einen Zeitgenossen der Heiligen Wiborada.
Der Legende nach war Adalrich Priester in der Pfarrkirche St. Peter und Paul, die von seiner Mutter Reginlinde gestiftet worden war. Diese zog, nachdem sie an Lepra erkrankt war, ebenfalls auf die Insel, auf welcher ihr Sohn nicht nur als Seelsorger wirkte, sondern  angeblich auch Wunder vollbrachte.
Seine Grabstätte befindet sich in der Kirche St. Peter und Paul, während der heute leere barocke Sarkophag in die Kirche St. Martin (beide auf der Ufnau) verlegt worden ist.

## Verehrung
Adalrich, dessen Namenstag am 28. September gefeiert wird, wird seit dem 14. Jahrhundert verehrt. Bereits 1372 wurde zu seinen Ehren ein Altar errichtet, das Grab wurde 1659 geöffnet und die Gebeine wurden in einem Sarkophag bestattet und 1959 nach Einsiedeln überstellt. Seit dem 17. Jahrhundert wird er in Einsiedeln und Freienbach verehrt, wo die Pfarrkirche ihm geweiht ist.

## Bilder

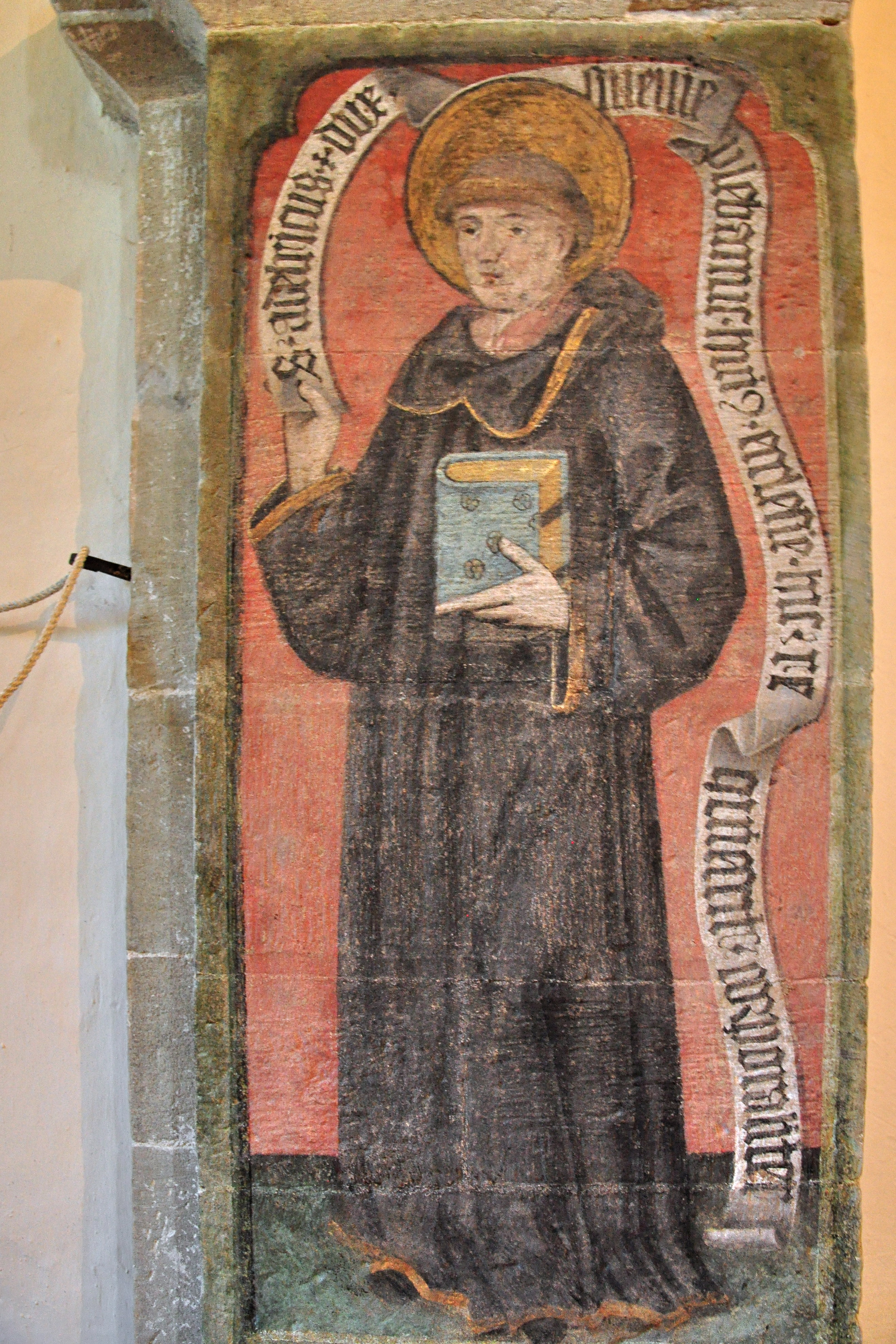
St. Adalrich auf einer Freske in der Kirche St. Peter und Paul auf der Ufnau.
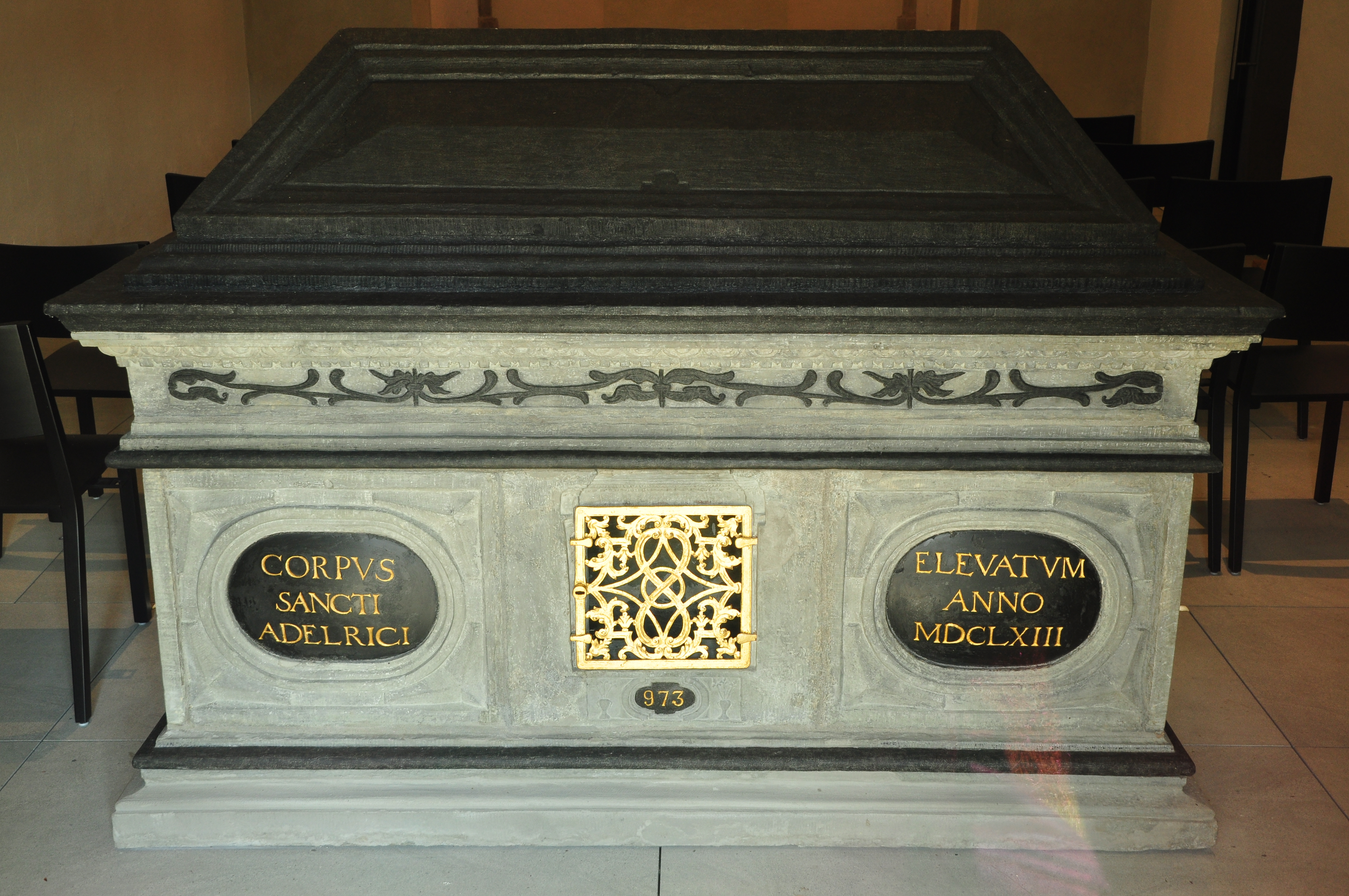
Leerer Barocksarkophage in der Kirche St. Martin.
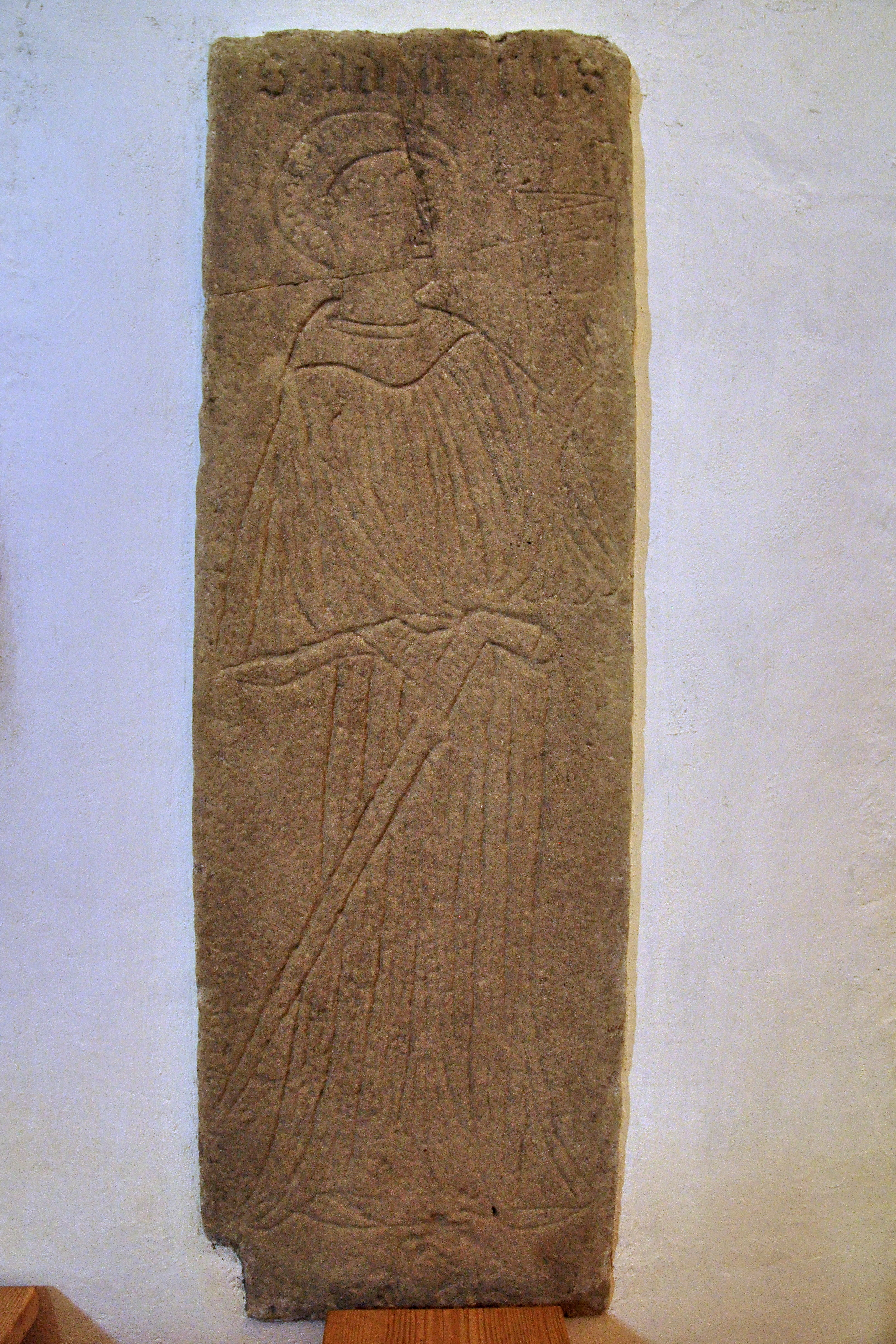
Mögliche Abbildung Adalrichs auf einer Grabplatte auf der Ufnau.
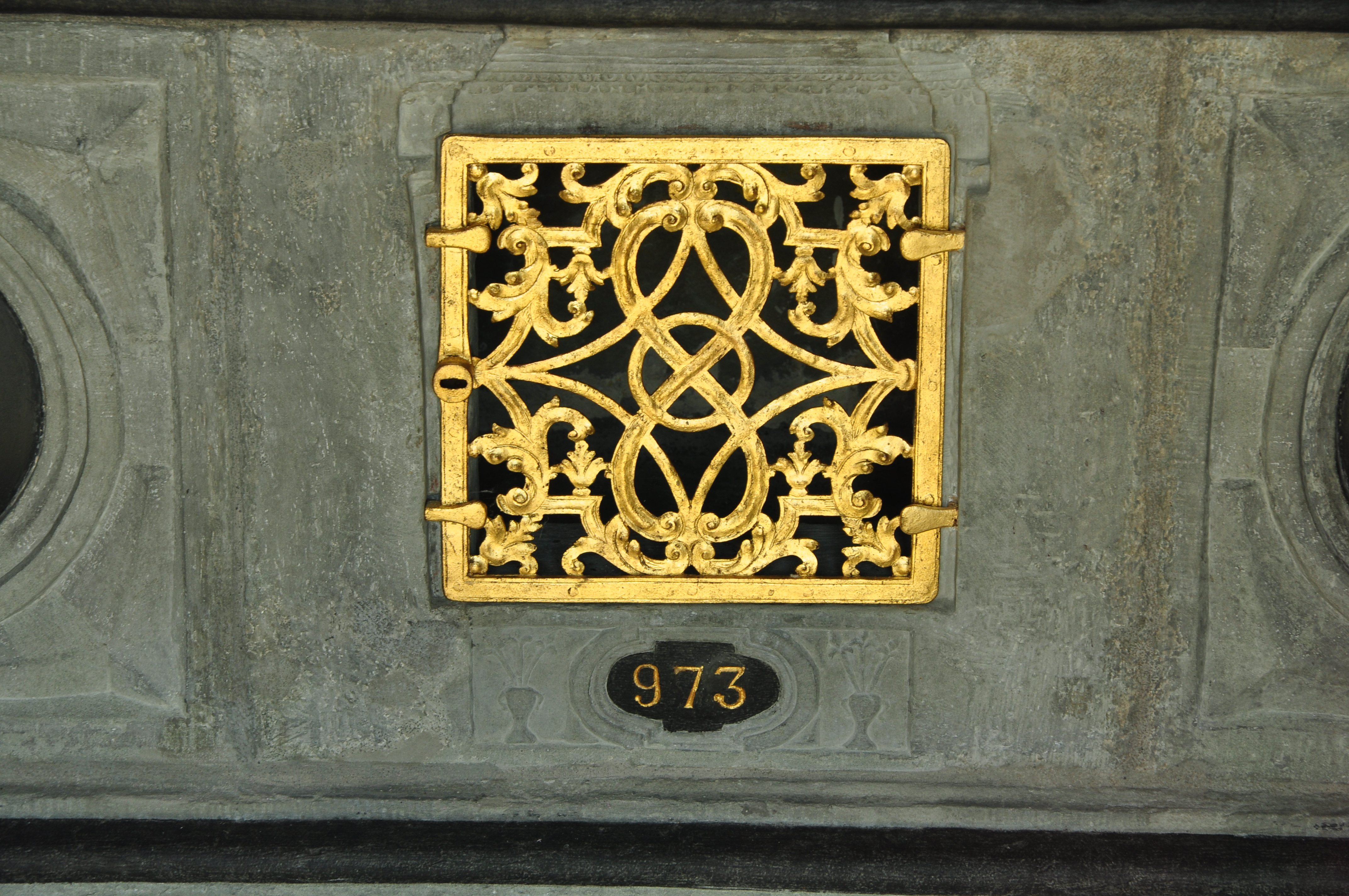
Sterbejahr auf dem Sarkophag aus dem 17. Jahrhundert.
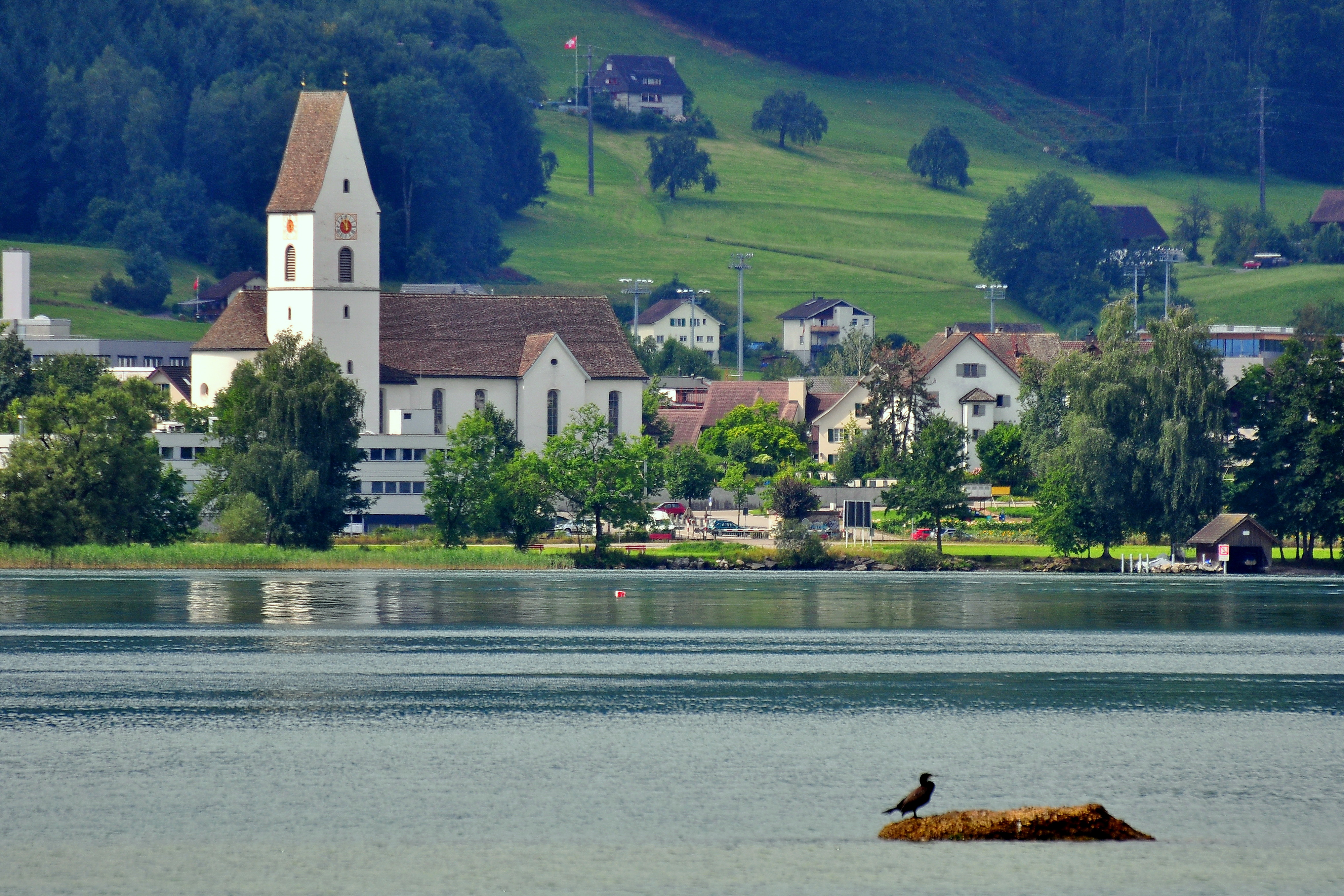
Pfarrkirche St. Adalrich in Freienbach, Standortgemeinde der Ufnau.